# تومي كونينغهام
تومي كونينغهام (بالإنجليزية: Tommy Cunningham)‏ (7 ديسمبر 1955 في المملكة المتحدة - ) هو لاعب كرة قدم بريطاني في مركز الدفاع. لعب مع تشيلسي وكوينز بارك رينجرز ونادي ليتون أورينت ونادي ويمبلدون ونادي فيشر أثليتيك.

## وصلات خارجية
- تومي كونينغهام على موقع قاعدة بيانات كرة القدم.إي يو (الإنجليزية)